# Sven Danell
Sven Isak Danell, född 25 november 1903 i Uppsala, död 18 januari 1981 i Farsta, var en svensk präst och biskop i Skara stift 1955–1969.

## Biografi
Danell var under sju år på 1930-talet svensk präst i Nuckö församling i Estland, vilket han skildrat i boken Guldstrand: minnen från sju år i Estland. Detta grundlade ett stort engagemang hos Danell för kontakter med de baltiska staternas, främst Estlands, lutherska kyrkor under den tid Estland var under först tysk och sedan rysk ockupation. 1941–1949 var Danell föreståndare för Ersta diakonissanstalt, där han bland annat, tillsammans med sin hustru Miriam, blev mycket engagerade i flyktingarbetet med flyktingar från Estland. Han gjorde stora insatser för att bryta dessa kyrkors isolering och påtala deras svåra situation under den ryska ockupationen.
Han blev  därefter kyrkoherde i Västra Tunhem i Skara stift 1949. Han var uppförd på förslag till biskop i Härnösand 1950 och i Skara och Visby 1951. Han blev biskop i Skara stift 1955 och emeritus 1969.
Under en period var Danell knuten till Centerpartiet men deltog aktivt i den grupp som under många år drev sällskapet Kristet Samhällsansvar (KSA) för att påverka politikerna och partierna att driva folkmoraliska och kristna frågor. Danell deltog senare i den grupp som tillsammans med hans vän Lewi Pethrus förberedde bildandet av Kristen Demokratisk Samling KDS, nuvarande Kristdemokraterna. Han deltog inte officiellt i partiarbetet men i några valrörelser engagerade han sig för partiet med bland annat uttalanden och debattinlägg. 
Under sina år som emeritus gav Danell ut flera böcker, bland annat med fokus på de gammaltestamentliga texterna och deras samband med de nytestamentliga texterna.

### Familj
Danell var son till professorn och Skarabiskopen Hjalmar Danell och dennes hustru Maria Beckman, som i sin tur var brorsdotter till Skarabiskopen Anders Fredrik Beckman och således kusin med Ernst Beckman. Sven Danells yngre bror jägmästaren och skogsdirektören Claës Danell är far till statsrådet Georg Danell. Sven Danell var även bror till domprosten i Växjö Gustaf Adolf Danell och kusin med bl.a. Brita Mannerheim och Birger Beckman.
Sven Danell var gift med Miriam Helén och fick sex barn.
Hans grav finns på Skånings-Åsaka kyrkogård nordost om Skara.